# Monastère Saint-Georges-le-Victorieux de Raytchitsa
Pour les articles homonymes, voir Monastère Saint-Georges (homonymie).
Le monastère Saint-Georges-le-Victorieux (macédonien : Манастир Св. Ѓорѓи Победоносец) est un monastère orthodoxe féminin situé dans le village de Raytchitsa et la municipalité de Debar, en Macédoine du Nord. Il se trouve près du lac de Debar. 
Toujours en activité, c'est le pendant féminin du monastère Saint-Jean Bigorski.
Le monastère a probablement été fondé dès le début du XIVe siècle, mais l'ensemble actuel n'a été construit qu'à partir de 1835, sous la volonté de l'archimandrite Arsène de Galitchnik. L'église a été peinte et décorée entre 1840 et 1852. Fermé par le gouvernement communiste en 1945, le monastère a été converti en écuries et est tombé en ruines. En 1999, une communauté religieuse a repris son activité.

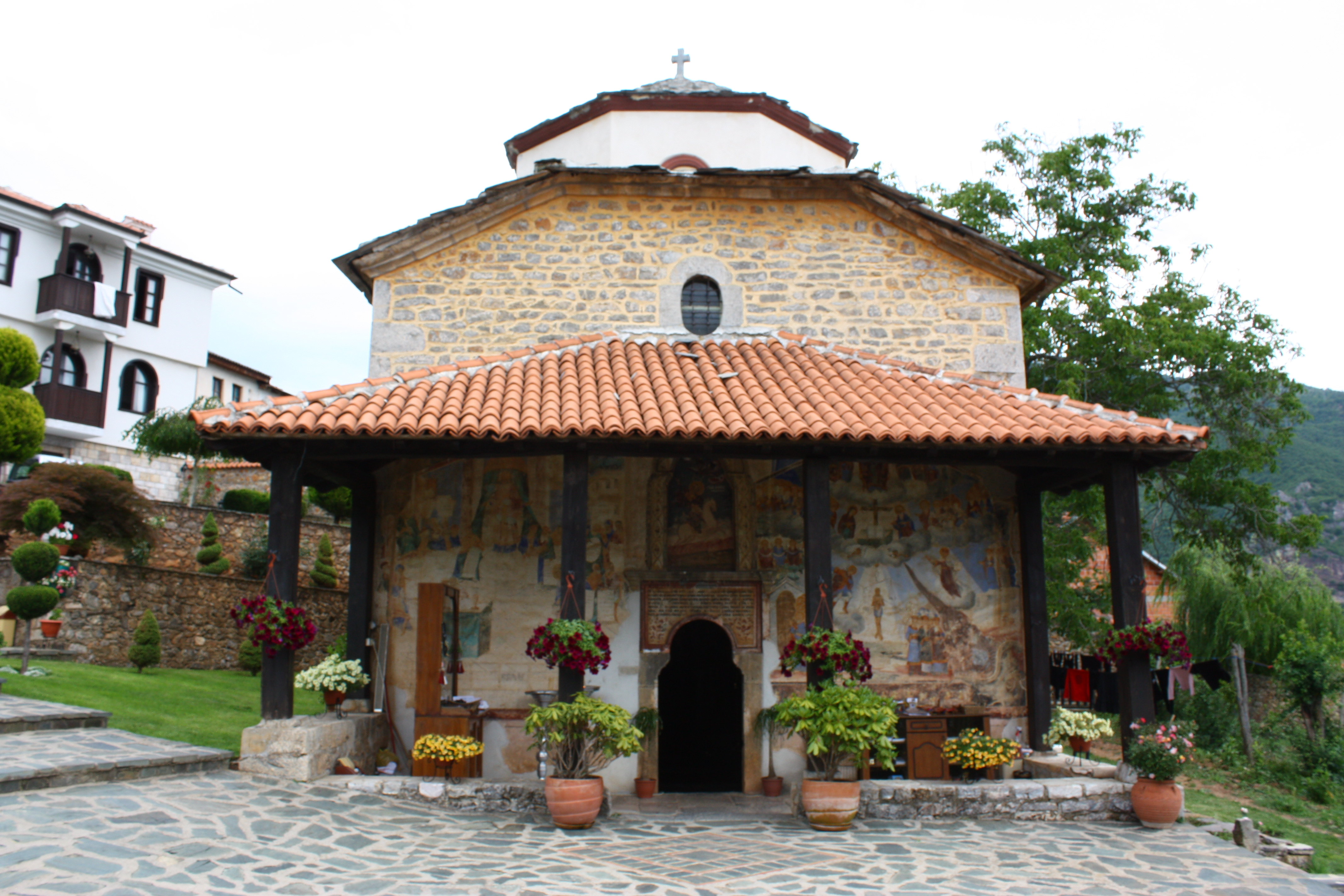
L'église.
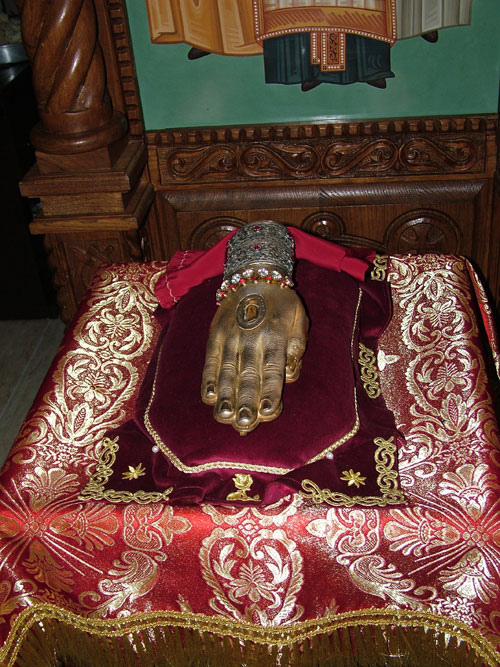
Reliquaire de la main de Saint-Georges.
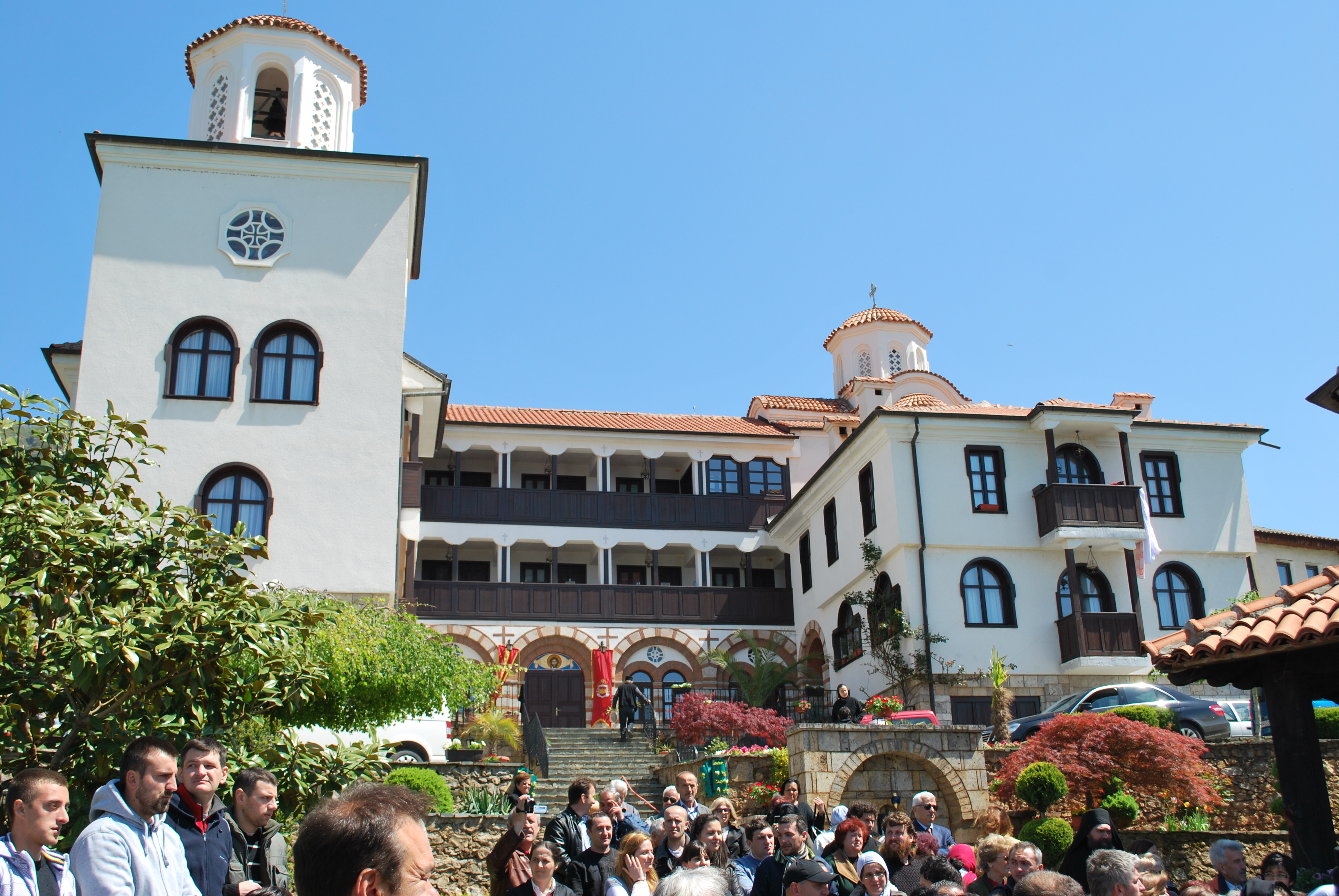
Les bâtiments conventuels.
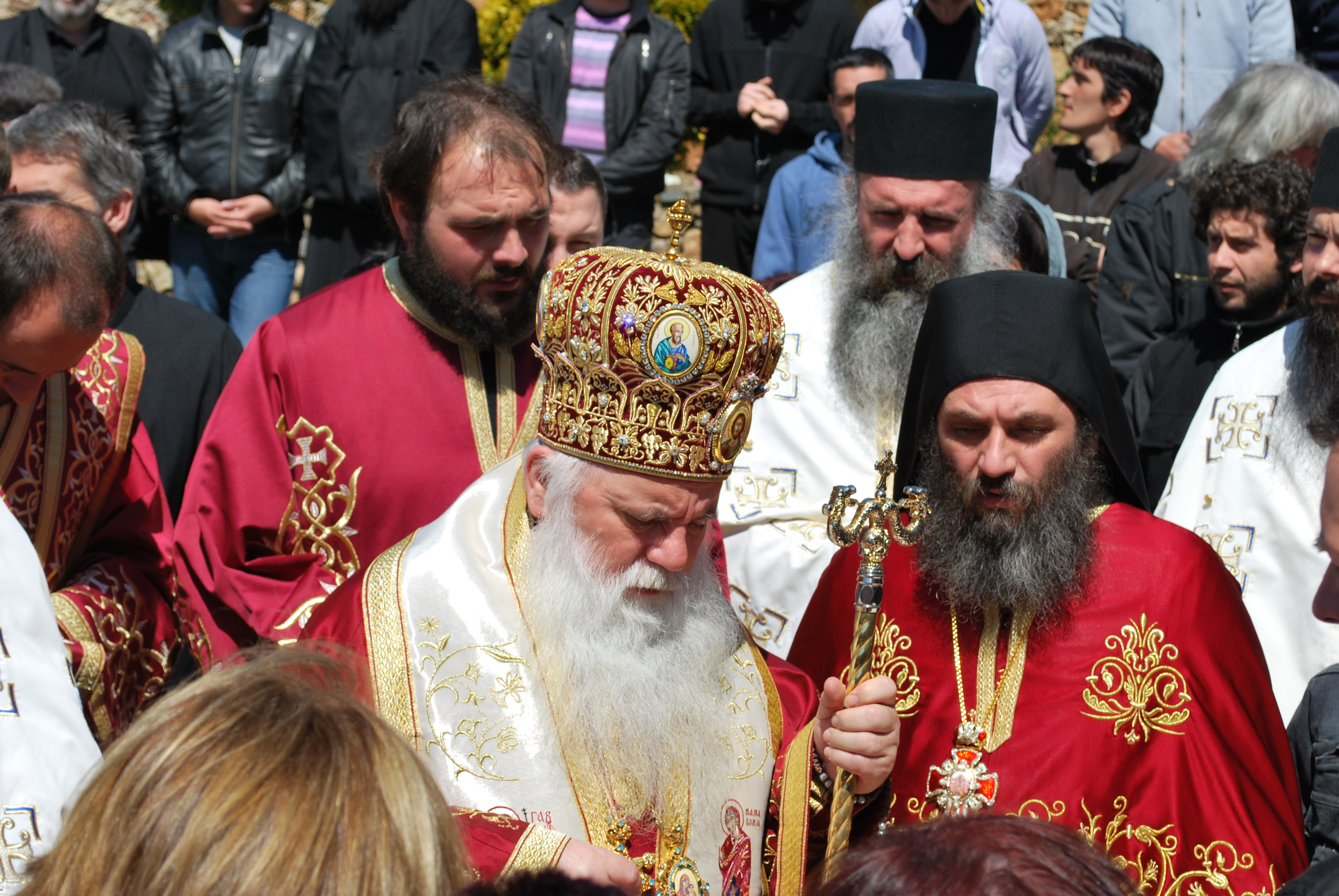
Liturgie.